# Wasilków
Wasilków là một thị trấn thuộc huyện Białostocki, tỉnh Podlaskie ở đông-bắc Ba Lan. Thị trấn có diện tích 28 km². Đến ngày 1 tháng 1 năm 2011, dân số của thị trấn là 9753 người và mật độ 345 người/km².